# ウチヤマホールディングス
株式会社ウチヤマホールディングスは、高齢者介護施設を運営する株式会社さわやか倶楽部と、カラオケ・飲食店舗の運営等を展開する株式会社ボナーを傘下に持つ持株会社である。本社は北九州市小倉北区。主に4つの事業（介護事業、カラオケ事業、飲食事業、その他）を展開している。

## 沿革
- 1971年（昭和46年）6月 - 内山米穀店店主の内山文治が不動産の販売、賃貸管理を目的として福岡県北九州市小倉北区に内山ビル株式会社を設立
- 1991年（平成3年）4月 - 福岡県北九州市八幡西区にカラオケボックス1号店『コロッケ倶楽部黒崎店』を開店
- 1995年（平成7年）11月 - 福岡県北九州市小倉北区に飲食事業1号店の居酒屋『酒膳房然』を開店
- 2000年（平成12年）11月 - 社会福祉法人 八健会（福岡県北九州市若松区）・さわやか会（山口県下関市）設立
- 2003年（平成15年）4月 - 介護付有料老人ホーム及びデイサービスの併設施設「さわやかパークサイド新川」を福岡県北九州市戸畑区に開所
- 2004年（平成16年）12月 - 介護部門を新設分割し、福岡県北九州市小倉南区に株式会社さわやか倶楽部を設立
- 2006年（平成18年）10月 - 株式移転により、株式会社さわやか倶楽部、株式会社ボナーの持株会社として株式会社ウチヤマホールディングスを設立
- 2007年（平成19年）
  - 4月 - 株式会社ボナーにて、三重県三重郡朝日町に三重県カラオケ1号店『コロッケ倶楽部三重あさひ店』を開店
  - 7月 - 株式会社さわやか倶楽部にて、秋田県仙北市に福岡県外で初の介護付有料老人ホーム『さわやか桜館』を開所
  - 10月 - 株式会社さわやか倶楽部にて、福岡県北九州市小倉北区に小規模多機能居宅介護施設である『さわやか大畠弐番館』を開所
- 2008年（平成20年）
  - 7月 - 株式会社さわやか倶楽部にて、ホテルと住宅型有料老人ホームの併設施設『さわやかハートピア明礬』を開設
  - 9月 - 株式会社ボナーにて、滋賀県草津市に滋賀県カラオケ1号店『コロッケ倶楽部滋賀草津店』を開店
- 2009年（平成21年）
  - 7月 - 株式会社ボナーにて、広島県広島市中区に広島県カラオケ1号店『コロッケ倶楽部広島本通店』を開店
  - 11月 - 大阪府枚方市に株式会社さわやか倶楽部の子会社として株式会社さわやか天の川を設立
- 2010年（平成22年）
  - 4月 - 株式会社さわやか倶楽部にて、京都府京都市右京区に京都府で初の住宅型有料老人ホーム『さわやかはーとらいふ西京極』を開所
  - 5月 - 株式会社さわやか天の川にて、大阪府枚方市に介護付有料老人ホーム『さわやか枚方館』を開所
  - 8月 - 株式会社さわやか倶楽部にて、北海道上川郡東神楽町に北海道で初の介護付有料老人ホーム『さわやか東神楽館』を開所
  - 12月 - 東京都豊島区に東京都カラオケ1号店『コロッケ倶楽部東池袋店』を開店
- 2011年（平成23年）12月 - 株式会社さわやか倶楽部にて、新潟県新潟市に新潟県で初の住宅型有料老人ホーム『さわやか日の出館』を開所
- 2012年（平成24年）
  - 4月 - ジャスダック上場
  - 12月 - 株式会社さわやか倶楽部が、子会社である株式会社さわやか天の川を吸収合併
- 2013年（平成25年）12月 - 東京証券取引所第二部に市場変更
- 2014年（平成26年）
  - 8月 - 株式会社ボナーがタイに合弁会社・Bonheure (Thailand) Co., Ltd.を設立
  - 9月11日 - 東京証券取引所第一部に指定替え[1]
  - 11月 - Bonheure (Thailand) にて、タイ・バンコクに海外1号店『かんてきやスクンビット店』を開店

## 事業形態

### 介護事業
子会社の株式会社さわやか倶楽部が、さわやか○○館などの名称で、福岡県北九州市を中心に、介護等が必要な高齢者を対象として主に介護保険法に基づく各種サービスを提供している。提供するサービス、有料老人ホーム（介護付有料老人ホーム及び住宅型有料老人ホーム）を中心として、グループホーム、ショートステイ、ヘルパーステーション、ケアプランセンター、デイサービスセンター、小規模多機能型居宅介護施設等があり、有料老人ホーム等の入居型施設を中心として各種介護サービスにかかる事業所を併設する等により事業展開を行っている。全国展開を計画しており、2015年3月現在、北海道、秋田県、新潟県、千葉県、栃木県、埼玉県、愛知県、三重県、京都府、大阪府、兵庫県、愛媛県、福岡県、大分県に施設展開している。

### カラオケ事業
子会社の株式会社ボナーが、コロッケ倶楽部の名称で運営している。2014年3月現在、東京都、茨城県、三重県、滋賀県、兵庫県、広島県、山口県、福岡県、大分県、佐賀県、長崎県、熊本県、宮崎県、鹿児島県、沖縄県で89店舗が展開されている。

### 飲食事業
子会社の株式会社ボナーが、主に居酒屋店舗等の運営を九州各県を対象として行っている。店舗コンセプトの異なる複数の店舗形態（業態）での展開を行っており、「かんてきや」（主にサラリーマン層が対象）、「○○₍地域名₎再生酒場」（低価格居酒屋）等を展開することにより、幅広い顧客層の取り込みを図っている。

### その他の事業形態
- 株式会社さわやか倶楽部
  - ホテル部門 - 住宅型有料老人ホームとの併設型温泉付きホテル2ヶ所を大分県別府市にて運営
- 株式会社ボナー
  - 通信部門 - ソフトバンクモバイルの携帯電話販売店の運営（1店舗）
- 社会福祉法人　八健会・さわやか会
  - 介護事業の基礎となったウチヤマグループの社会福祉法人。ケアハウス、特別養護老人ホーム、介護付有料老人ホーム、住宅形有料老人ホーム、グループホーム、通所介護、訪問介護、居宅支援事業所、救護施設、認可保育所、障害者施設などを有する。初代理事長は内山文治、現理事長は村瀬伸二。